# Spolni stereotipi
Spolni stereotipi so oblika predsodkov, po katerih se ljudem samovoljno pripisujejo značilnosti in vloge, ki jih določa in omejuje njihov spol. Spolni stereotipi so lahko škodljivi, če povzročajo kršitev človekovih pravic ali omejujejo možnosti oseb, da razvijajo svoje osebne sposobnosti, poklicno kariero in/ali sprejemajo odločitve o svojem življenju.
Spolni stereotipi se nanašajo na pripisovanje lastnosti, značilnosti ali vlog neki osebi samo zato, ker pripada družbeni skupini nekega spola. Spolni stereotipi odražajo normativne predstave o ženskosti in moškosti. Spolni stereotipi običajno prikazujejo ženskost in moškost kot binarni nasprotji (na primer med čustvenostjo in racionalnostjo).
Tako kot vsi vidiki spola, se tudi to, kaj predstavlja stereotipno ženskost ali moškost, razlikuje med kulturami in spreminja skozi zgodovino. Spolni stereotipi so se zgodovinsko spreminjali glede na spremembe v družbenih razmerjih med ženskim in moškim spolom. Spolni stereotipi vztrajno vzdržujejo hierarhično in neenako razmerje med spoli, kot tudi otežujejo vidnost in pripoznavnost spolnih identitet zunaj binarnega spolnega sistema.
Spolni stereotipi so posledica nezavednih predsodkov, ki jih imamo o spolnih skupinah in imajo močan učinek na vse spole.

## Stereotip
Stereotip je psihološki in družbeni mehanizem, povezan z zaznavanjem in vrednotenjem določenih družbenih skupin in lahko vpliva na oblikovanje mnenj, sodb, pogledov in vedenj. Targetirane skupine so pogosto stereotipizirane na podlagi spola, spolne identitete, rase in etnične pripadnosti, starosti, socialno-ekonomskega statusa itd.
Za stereotipe je značilno, da se določene lastnosti posplošeno pripisuje vsem članom neke skupine. Stereotipi so v družbi globoko zakoreninjeni in se zelo počasi spreminjajo. Imajo znaten, a neopazen učinek na zavest.
Stereotipi s pretiranim poenostavljanjem svoje tarče zanemarjajo kompleksnost in raznolikost, ki jo empirično ugotavljamo, ko preučujemo dejanske ljudi in njihove prakse. Stereotipi že po svoji naravi napačno predstavljajo skupine, ki jih želijo opisati.
Slovar Merriam Webster definira stereotip kot "standardizirano miselno sliko, ki je skupna članom neke skupine in predstavlja pretirano poenostavljeno mnenje, predsodek, ali nekritično sodbo."

## Razvrščanje spolnih stereotipov
Spolni stereotipi imajo dve glavni sestavini, in sicer: 
- opisna komponenta, tj. prepričanja o tem, kako se osebe določenega spola obnašajo in kakšne so njihove lastnosti;
- preskriptivna komponenta; tj. prepričanja o tem, kako naj bi se osebe določenega spola obnašali in kakšne naj bi bile njihove lastnosti.

Spolni stereotipi so lahko pozitivni ali negativni. To ne pomeni, da so dobri ali slabi, saj imajo tudi pozitivni stereotipi lahko škodljive posledice.
- Pozitivni spolni stereotipi se nanašajo na pripisovanje pozitivnih lastnosti, v tem primeru lastnosti, ki ustrezajo sprejetim stereotipnim predstavam za ta spol (npr. deklice naj bi se igrale s punčkami, dečki pa s tovornjaki).
- Negativni spolni stereotipi se nanašajo na pripisovanje negativnih lastnosti, v tem primeru lastnosti, ki so stereotipno nezaželene za ta spol in jih ljudje tega spola ne bi smeli izkazovati (npr. ženske ne bi smele biti asertivne, moški ne bi smeli jokati).

Spolni stereotipi lahko vplivajo tudi na to, da neka lastnost, ki je sicer nezaželena pri vseh spolih, pri določenem spolu postane bolj sprejemljiva kot pri drugih. Na primer, aroganca in agresivnost sta nezaželeni karakteristiki, vendar sta pri moških in dečkih bolj sprejemljivi kot pri ženskah, deklicah ali nebinarnih osebah.

## Razvoj spolnih stereotipov
Spolnih vlog, norm in pričakovanj se naučimo z opazovanjem drugih oseb v naši družbi. Vloge, ki jih te osebe prevzemajo ali so jim pripisane, in z njimi povezani stereotipi, se krepijo v medsebojnih odnosih od rojstva naprej. Odrasli in pogosto tudi drugi otroci zavestno ali nezavedno nagrajujejo vedenje ali lastnosti, ki so v skladu s pričakovanji glede spola osebe, ter odvračajo od vedenja in lastnosti, ki niso v skladu z njimi.
Nekateri načini učenja in utrjevanja spolnih stereotipov v otroštvu so na primer: 
- način, kako starši oblačijo otroke ("dekliško" ali "fantovsko") in igrače, ki jim jih ponudijo;
- otrokovo opazovanje spola v kontekstu različnih vlog (otrok lahko na primer vidi, da so vse vzgojiteljice v njegovem vrtcu ženske);
- pohvale in kritike, ki jih otroci prejemajo za svoje vedenje, ko ustreza oz. ne ustreza spolu, ki jim je pripisan;
- spodbujanje k določenim predmetom v šoli (na primer matematika za dečke in jezikovna umetnost za deklice).[9]

Otroci te stereotipe ponotranjijo zelo zgodaj. Raziskave so pokazale, da otroci že v osnovni šoli izražajo podobne predpisane spolne stereotipe kot odrasli, zlasti glede telesnega videza in vedenja.

## Posledice spolnih stereotipov
Evropski inštitut za enakost spolov navaja, da lahko spolni stereotipi omejujejo razvoj naravnih talentov in sposobnosti deklic in dečkov, žensk in moških, pa tudi njihove izobraževalne in poklicne izkušnje ter življenjske priložnosti na splošno. "Stereotipi o ženskah izhajajo iz globoko zakoreninjenih stališč, vrednot, norm in predsodkov do žensk ter so hkrati njihov vzrok. Uporabljajo se za upravičevanje in ohranjanje zgodovinskih razmerij moči moških nad ženskami ter seksističnega odnosa, ki zavira napredovanje žensk."
Škodljivi stereotipi ohranjajo neenakost, ne glede na to, ali so odkrito sovražni (npr. "ženske so nerazumne“) ali navidezno dobronamerni (npr. "ženske so skrbne“). Na primer, tradicionalno pojmovanje žensk kot skrbnic pomeni, da so za varstvo otrok pogosto odgovorne izključno ženske.
Spolni stereotipi oblikujejo samopodobo, odnos do medosebnih razmerij in vplivajo na udeležbo pri delu. V šolskem okolju lahko vplivajo na mladostnikove izkušnje v razredu, učno uspešnost, izbiro predmetov in dobro počutje. Predpostavke, ki jih ustvarjamo o fantih in dekletih, so lahko zavestne ali nezavedne in lahko povzročijo, da so učenci glede na svoj spol obravnavani drugače ali da so jim ponujene različne priložnosti.
Spolni stereotipi, ki se stopnjujejo in križajo z drugimi stereotipi, imajo nesorazmerno negativen vpliv na nekatere skupine žensk, kot so ženske iz manjšinskih ali avtohtonih skupin, gibalno ovirane ženske, ženske z nižjim ekonomskim statusom, migrantke itd.
Spolni stereotipi lahko vplivajo na kršitve človekovih pravic in temeljnih svoboščin, kot je na primer nekaznovanje posilstva s strani zakonca zaradi predpostavke, da so ženske spolna lastnina moških. Primer je tudi neraziskovanje in nekaznovanje spolnega nasilja nad ženskami zaradi mnenja, da so žrtve privolile v spolna dejanja s "pomanjkljivim oblačenjem".

## Spolni stereotipi in spolni binarizem
Spolni stereotipi ustvarjajo splošno sprejete predsodke o določenih značilnostih ali lastnostih in s tem v dominantno spolno binarnih družbah utrjujejo predstavo, da so vsak spol in z njim povezana vedenja binarni, tj. bodisi moški bodisi ženski. V skladu s to predpostavko lahko pride v mislih ocenjevalca do neskladja, če se oseba obnaša drugače, kot se od njenega spola pričakuje. Še posebej spolno raznolike identitete, kot so nebinarne ali spolno fluidne osebe, ogrožajo utrjene stereotipe in so zato zlahka ogrožujoče, saj jih je težje stereotipizirati.  
Transspolne in spolno nenormativne osebe kot posledice predpostavke o binarnem spolu in povezanih spolnih stereotipov doživljajo družbeno in gospodarsko marginalizacijo. Posledice so pogosto izguba stanovanja, odpuščanje z delovnega mesta, doživljanje nasilja ali oteženega dostopa do zdravstvene oskrbe.
V raziskavah o stereotipih in predsodkih, usmerjenih proti nebinarnim osebam so raziskovalci ugotovili, da so bile nebinarne osebe dojete kot manj kompetentne, njihove spolne identitete pa kot manj veljavne ot moških in ženskih. V splošnem so bile nebinarne osebe v obravnavanih študijah bolj izpostavljene spolnim predsodkom.